# Aa (planta)
Aa é um gênero de plantas pertencentes à família Orchidaceae.

A primeira descrição científica de uma espécie do gênero foi feita em 1815, por Karl Sigismund Kunth, que a nomeou, primeiramente, “Ophrys paleacea” Kunth (1806) e, mais tarde, “Altensteinia paleacea”. Em 1854, Heinrich Gustav Reichenbach separou o gênero Aa do Altensteinia, incluindo duas espécies “Aa argyrolepis” e “Aa paleacea”. Alguns anos mais tarde, Reichenbach analisou o nome do gênero e nomeou-o novamente “Altensteinia”. Finalmente, em 1912, Rudolf Schlechter retornou seu nome, novamente, para Aa. Com a descoberta de mais espécies de Aæ (plural de Aa) o novo nome tornou-se mais significativo.

## Etimologia
Aparentemente, seu nome foi posto para aparecer sempre em primeiro lugar nas listas alfabéticas de Taxonomia Botânica. Outra versão, diz que Heinrich Gustav Reichenbach nomeou este gênero em homenagem a Pieter van der Aa, cujo nome latinizado é Petrus de Aa, impressor da obra Paradisus Batavus.  do botânico holandês Paul Herman.

## Espécies
O gênero Aa possui 25 espécies reconhecidas atualmente.
- Aa achalensis Schltr. 1920
- Aa argyrolepis Rchb.f. 1854
- Aa aurantiaca D.Trujillo[3][4]
- Aa calceata (Rchb.f.) Schltr. 1912
- Aa colombiana Schltr. 1920
- Aa denticulata Schltr. 1920
- Aa erosa (Rchb.f.) Schltr. 1912
- Aa fiebrigii (Schltr.) Schltr. 1912
- Aa figueroi Szlach. & S. Nowak, 2014 [5]
- Aa hieronymi (Cogn.) Schltr. 1912
- Aa lehmanii Rchb. f. ex Szlach. & Kolan., 2014[6]
- Aa leucantha (Rchb.f.) Schltr. 1920
- Aa lorentzii Schltr. 1920
- Aa lozanoi Szlach. & S. Nowak, 2014 [7]
- Aa macra Schltr. 1921
- Aa maderoi Schltr. 1920
- Aa mandonii (Rchb.f.) Schltr. 1912
- Aa matthewsii (Rchb.f.) Schltr. 1912
- Aa microtidis Schltr. 1922
- Aa paleacea (Kunth) Rchb.f. 1854
- Aa riobambae Schltr. 1921
- Aa rosei Ames 1922
- Aa schickendanzii Schltr. 1920
- Aa sphaeroglossa Schltr. 1922
- Aa trilobulata Schltr. 1922
- Aa weddelliana (Rchb.f.) Schltr. 1912

Espécies trazidas para a sinonímia
- Aa hartwegii Garay 1978 sinônimo de Aa maderoi Schltr.,[8]
- Aa gymnandra (Rchb.f.) Schltr. 1912 sinônimo de Myrosmodes gymnandra (Rchb.f.) C.A.Vargas[9]
- Aa inaequalis (Rchb.f.) Schltr. 1912; sinônimo de Myrosmodes inaequalis (Rchb.f.) C.A.Vargas[10]
- Aa nervosa (Kraenzl.) Schltr. 1912; nome aceito Myrosmodes nervosa (Kraenzl.) Novoa, C.A.Vargas & Cisternas[11]